# Косіковський Ігор Васильович
Косіковський  Ігор  Васильович (5 лютого 1969, с. Дмитрів, Радехівський район, Львівська область — 6 лютого 2024, м. Авдіївка, Донецька область) — старший сержант Збройних сил України, учасник російсько-української війни.

## Життєпис
Народився 5 лютого 1969 року в селі Дмитрів Львівської області. 
Навчався у Дмитрівській загальноосвітній школі I-III ступенів. Здобув освіту у Державному навчальному закладі «Ставропігійське вище професійне училище міста Львова» (тоді – Професійно-технічне училище №17). Після завершення навчання проходив строкову службу у Республіці Комі.
Працював спершу у Львівському домобудівному комбінаті, згодом – у Приватному акціонерному товаристві «Шкіряне підприємство «Світанок». Протягом останнього періоду працював за кордоном. У вільний час захоплювався майструванням та ремонтом автомобілів.
Із початком повномасштабного вторгнення росії став на захист Батьківщини від російських окупантів до лав 214-го окремого спеціального батальйону OPFOR Міжнародного центру миротворчості та безпеки Національної академії сухопутних військ імені гетьмана Петра Сагайдачного. 
Загинув 6 лютого 2024 року у селі Авдіївка  · Донецької області Краматорського району. . .

## Нагороди
За особисту мужність був нагороджений Почесним нагрудним знаком Головнокомандувача Збройних Сил України Почесний нагрудний знак Головнокомандувача ЗСУ «Хрест Військова честь».